# Міхай Маггеру
Міхай Маггеру (рум. Mihai Magheru; 1910) — румунський дипломат. Постійний представник Румунії при Організації Об'єднаних Націй (1957—1959). Посол Румунії в Сполучених Штатах Америки (1949—1953).

## Життєпис
З 21 вересня 1949 по квітень 1953 рр. — Повноважний Міністр, Посол Румунії в Сполучених Штатах Америки; 26 вересня 1949 року вручив вірчі грамоти Президенту США Гаррі Трумену.
У 1953—1957 рр. — Надзвичайний Посланник і Повноважний Міністр, Посол Румунії в Індії.
У 1957—1959 рр. — Постійний представник Румунії при Організації Об'єднаних Націй
У 1966—1974 рр. — Надзвичайний і Повноважний Посол Румунії у Пакистані.